# Oberamt Wahrberg-Herrieden
Das Oberamt Wahrberg-Herrieden war ein Amtsbezirk des Hochstifts Eichstätt mit Sitz auf der Burg Wahrberg.

## Geschichte
888 wurde dem Eichstätter Bischof Erchanbald das Herriedener Benediktinerkloster St. Salvator samt allen Zugehörungen geschenkt, die im Wesentlichen das Gebiet des später eingerichteten Oberamtes Wahrberg-Herrieden umfassten. Da das Gebiet zu weit von Eichstätt entfernt war, übertrug der Bischof seine Lehnsherrschaft dem Haus Oettingen, die diese bis 1310 innehatten. Seitdem war wieder Eichstätt der Lehnsherr. Nach und nach erwarb das Hochstift auch die grundherrlichen Ansprüche: 1262 verkaufte Ulrich von Wahrberg seine Anteile, 1355 die Erkinger, Truchsesse von Wahrberg und 1398 schließlich auch Jakob Truchseß Ritter von Wilburgstetten.
1803 wurde das Oberamt Wahrberg-Herrieden aufgelöst. Die Untertanen wurden dem Ansbacher bzw. Crailsheimer Kreis zugeordnet.

## Struktur
Das Oberamt Wahrberg-Herrieden bestand aus den acht Unterämtern Aurach, Binzwangen, Dombühl, Großenried, Herrieden, Heuberg, Lehrberg und Neunstetten.
Im Fraischbezirk des Oberamtes Wahrberg-Herrieden lagen folgende Orte (in Klammern ggf. Zahl der Anwesen angegeben, über die man die Grundherrschaft hatte):
Aurach, Brünst (9), Thann, Großenried, Herrieden, Heuberg, Kallert (4), Kaudorf (14), Lammelbach (9), Manndorf (3), Sauerbach (3), Selingsdorf (5), Stadel (14), Winn (9).
Im Oberamt Feuchtwangen hatte man die Grundherrschaft über 293 Anwesen: Angerhof bei Elbersroth (1), Birkach (4), Bittelhof (2), Böckau (6), Bruck (1), Dombühl (48), Elbersroth (21), Elbleinsmühle (1), Fröschau (3), Gimpertshausen (3), Gindelbach (2), Häuslingen (5), Hinterbreitenthann (2), Lattenbuch (19), Liebersdorf (11), Limbach (9), Lölldorf (3), Mörlach (14), Oberahorn (7), Obermosbach (1), Oberschönbronn (10), Sachsbach (13), Sickersdorf (2), St. Ulrich (2), Steinbach bei Feuchtwangen (6), Untermosbach (1), Vehlberg (14), Voggendorf (2), Vorderbreitenthann (5), Weinberg (47), Westheim (5), Wieseth (5), Wiesethbruck (7), Windshofen (5) und Zirndorf (5).
Im Oberamt Ansbach hatte man die Grundherrschaft über 192 Anwesen: Aub (1), Ballstadt (7), Bernhardswinden (1), Binzwangen (36), Birkach (3), Brodswinden (1), Buhlsbach (5), Dietenbronn (4), Eyerlohe (1), Gräfenbuch (9), Hannenbach (1), Käferbach (1), Lehrberg (38), Liegenbach (3), Mittelbach (1), Neunstetten (48), Oberdombach (8), Oberfelden (2), Oberhegenau (8), Oberheßbach (7), Röttenbach (2), Stettberg (1), Unterdautenwinden (4) und Unterheßbach (10).